# Klement Steinmetz
Klement Steinmetz, född 23 mars 1915 i Kindberg, död 2 maj 2001, var en österrikisk fotbollsspelare.
Steinmetz blev olympisk silvermedaljör i fotboll vid sommarspelen 1936 i Berlin.